# Thoiras-Corbès
Thoiras-Corbès község Franciaország Okcitánia régiójában, Gard megyében. Új községként 2025. január 1-jén jött létre két korábbi község: Thoiras és Corbès egyesítésével. Lakosainak száma 603 fő (2022. január 1.).

## Népesség
| 2021 | 600 |
| 2022 | 603 |